# Louis Tocqué
Jean Louis Tocqué (Parigi, 16 novembre 1696 – Parigi, 10 febbraio 1772) è stato un pittore francese.
Dipinse ritratti di molte personalità del tempo.
- Portrait de Jean-Louis Lemoyne, olio su tela. (Parigi, Museo del Louvre)
- Comte de Palatinat Friedrich Michael Friedrich Michael von Zweibrücken (Monaco, Pinacoteca)
- Maria Leszczyńska. (Parigi, Museo del Louvre)
- Madame Dangé faisant des noeuds. (Parigi, Museo del Louvre)
- Ritratto di Mademoiselle de Coislin. (Londra, National Gallery)